# Фань Цзячень
Фань Цзячень (21 лютого 1988) — китайська синхронна плавчиня.
Призерка Чемпіонату світу з водних видів спорту 2011 року.